# Levi Jizchak von Berditschew
Levi Jizchak ben Meir von Berditschew (jiddisch לוי יצחק בערדיטשעווער, ukrainisch Леві Іцхак з Бердичева, russisch Леви Ицхак из Бердичева; * 1740, Huszaków, Galizien; gest. 1810, Berdyczów) war ein chassidischer Rabbiner und Zaddik.

## Leben
Levi Jizchak entstammte einer rabbinischen Familie, sein Vater war Rabbiner in einer galizischen Kleinstadt. Nach seiner Heirat zog Lewi Jizchak in das Haus seines Schwiegervaters in Lubartów, wo er seine Torastudien weiterführte. Zu dieser Zeit machte er die Bekanntschaft von Israel ben Elieser, des Baal Schem Tow. 1766 machte er eine Studienreise zu Rabbi Dow Bär von Mesritsch und wurde zu einem seiner treuesten Schüler. Daraufhin wurde er für kurze Zeit Rabbiner im polnischen Żelechów, wo er aufgrund des Widerstands von Mitnagdim (Gegnern des Chassidismus) bald den Ort verlassen musste. Dies ist durch ein Schreiben aus dem Jahre 1774 belegt. 1775 wurde er zum Rabbiner von Pinsk gewählt, wurde aber auch dort auf Grund des Drucks der Mitnagdim entlassen, die vom Gaon von Wilna unterstützt wurden. 1785 zog er nach Berditschew und amtierte dort bis zu seinem Tode als Rabbiner. In Berditschew erwarb sich Levi Jizchak großen Ruhm als Rabbiner, chassidische Führungspersönlichkeit und Toragelehrter. Auch seine Gegner anerkannten hier seine Gelehrsamkeit, beschwerten sich jedoch über sein mangelndes kabbalistisches Wissen. Er beteiligte sich des Öfteren an politischen Fragen des russischen Zarenreichs. Zu Beginn des 19. Jahrhunderts besprach er mit weiteren führenden Persönlichkeiten das staatliche Verbot jüdischer Ansiedlungen in den Dörfern und weitere angekündigte Maßnahmen; 1807 stand sein Name an der Spitze einer Liste von jüdischen Unterstützern der russischen Kriegsbemühungen gegen die erwartete französische Invasion durch Napoleon. 1793 erkrankte er ernsthaft und erhielt Unterstützung von Israel ben Schabtai, dem Maggid von Kozienice.

## Werk und Wirkung

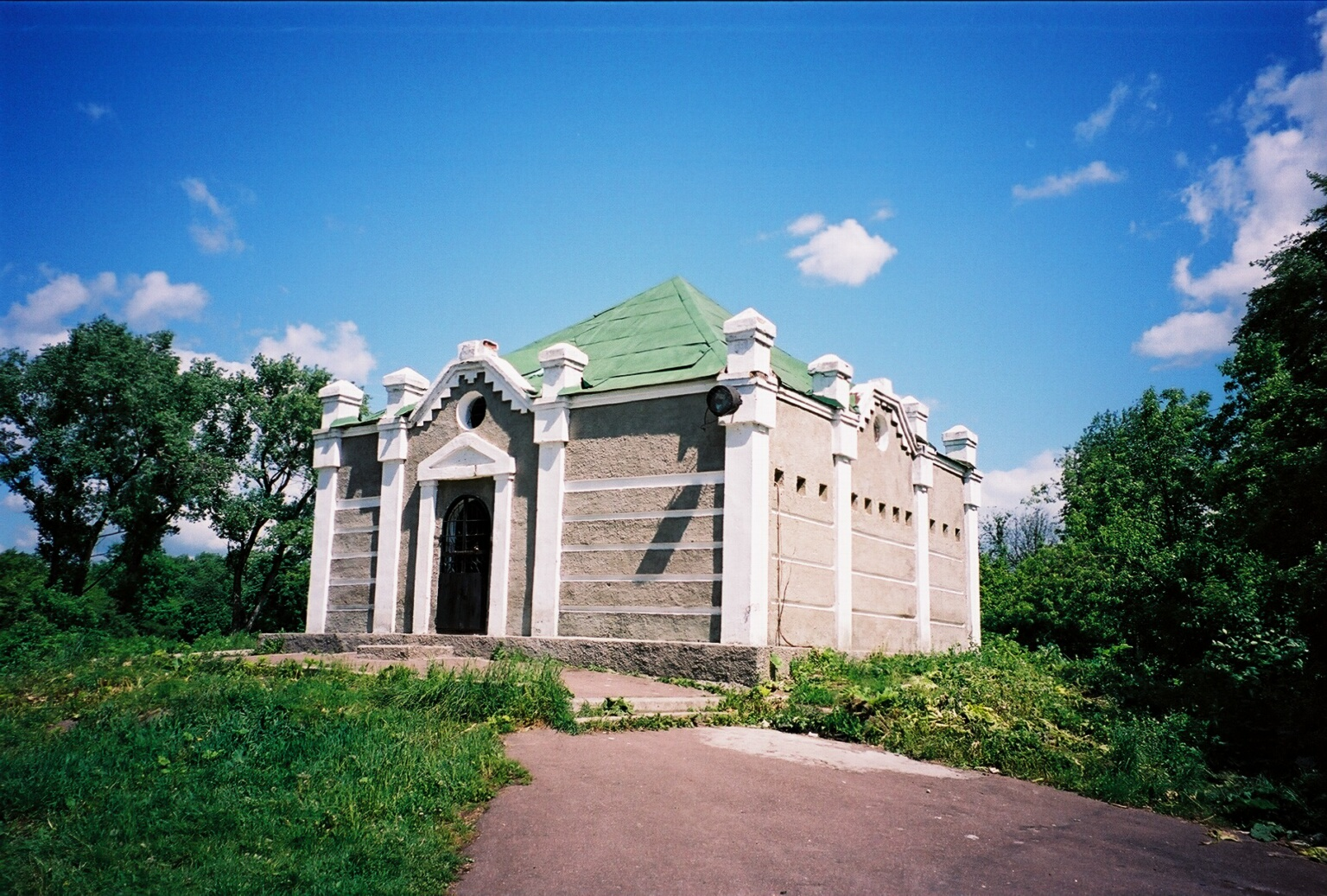
Das Mausoleum Levi Jizchaks auf dem Jüdischen Friedhof in Berdytschiw

Lewi Jizchak gilt als Begründer des Chassidismus in Mittelpolen und hat viel zur Verbreitung der Bewegung in Litauen und der Ukraine beigetragen. Bei seinen Reisen durch das Land wurde er von seinem Minjan begleitet und gewann zahlreiche Anhänger für den Chassidismus. Ein Mitnaged, Israel Loebl, beschreibt einen Besuch des Zaddik in Warschau und sein Mincha-Gebet im Łazienki-Park. Seine Predigtsammlung Keduschat Levi wurde zu seinen Lebzeiten mehrmals herausgegeben (1798, 1806) und 1811 von seinen Söhnen aus nachgelassenen Handschriften ergänzt. In seinen Lehren betonte er das Element der Freude im Chassidismus, das Prinzip der Hingabe an Gott (dewekut), und die Notwendigkeit, das Gebet bis zum Stadium der „Abstraktion von der Körperlichkeit“ durchzuführen. Bei einem intensiven Gebet „mit ganzem Herzen und ganzer Seele freut sich der Geist des Menschen, denn er wird aus der materiellen Welt emporgehoben, und nur der Geist bleibt übrig“ (Keduschat Levi, Kommentar zum Wochenabschnitt Wajera). Er wurde durch seine gesungenen Gebete bekannt, in denen er sich auf Jiddisch an den Schöpfer wandte. Er unterschied zwischen zwei Arten von Predigern: Der eine ermahnt „mit guten Worten“, zeigt dem Menschen „sein Verdienst und die Quelle seiner Seele“, bringt seine positiven Eigenschaften zum Ausdruck und zeigt ihm Möglichkeiten zum Aufstieg auf. Der andere ermahnt „mit strengen Worten“ und erzwingt sich mit Drohungen Respekt. „Nur wer die Menschen sanft ermahnt, ihre Seelen erhebt und stets ihre Rechtschaffenheit betont, ist würdig sie zu führen.“ (Keduschat Levi)